# 崔之元
崔之元（1963年1月—），中国经济学家。

## 简介
崔之元1985年毕业于国防科技大学系统工程与应用数学系。1987年赴美国留学，于芝加哥大学攻读政治经济学专业硕士和博士，1995年毕业，获博士学位。1995-2002年任教于麻省理工学院政治学系。
崔之元称他的两位导师是分析马克思主义学派的代表。2004年9月返回中国，在清华大学公共管理学院任教授（百人计划引进）。
主要研究领域是政治经济学、国有企业改革与民营化、宏观经济政策、政府体制改革、财税体制改革。

## 言论观点
崔之元在2005年自述，1980年代中国的思想解放对他影响深远，赴美留学的动机是搞清楚“西方学科怎么看待马克思主义”。
崔之元在2010年布鲁塞尔中欧文化高峰论坛上对高利克提出的问题表示，应当“积极遗忘”六四事件，并引述酬恤金进军事件，称该事件如今在美国除了历史学家没有什么人提及。
崔之元在2010-2011年间，连续发表多篇文章论薄熙来主政时期的“重庆经验”。崔之元认为，重庆经验对于“完善社会主义市场经济具有重要意义”，并将上海和重庆的社会主义市场经济进行对比。另一篇文章引述报道指“重庆被评选为中国最幸福城市”。崔之元还尝试用亨利·乔治，詹姆斯·米德和安东尼奥·葛兰西的理论来解释正在进行中的重庆实验。
2021年8月17日，习近平主持召开中央财经委员会第十次会议后，崔之元撰写并发表文章，主张从“供给侧结构性改革”“双循环”（以“构建完整的内需体系”为重点）和“共同富裕”的“新三位一体”实现“共同富裕”纲领。

## 外界评论
崔之元被徐友渔描述为中国新左派的代表人物之一。意大利汉学家Flora Sapio写道，崔之元虽然不直接引用同情纳粹的卡尔·施密特，但“在中国治理和政治的理论建构中默许施密特”。

## 代表作
- 《Sustainable Democracy》（与Adam Przeworski等合著，1995年）
- 《“看不见的手”范式的悖论》（经济科学出版社，1999年）等。